# Qaṣabah 'Ajlūn
Qaṣabah 'Ajlūn este unul din districtele din  Guvernoratul Ajloun, Iordania.